# ماهی بانجو
ماهی بانجو (نام علمی: Banjos banjos) نام یک گونه از بالاخانواده سوف‌ماهی‌واران است.